# Lilim Kiss
Lilim Kiss (яп. りりむキッス Ририму Киссу) — манга, посвящённая сложным взаимоотношениям между школьником и инфантильной демоницей, живущей с ним в одном доме.
Имя «Lilim» происходит из библейских легенд: «Lilims» — это предполагаемые дочери Лилит и Asmodée, раса демонов, близких к суккубам, посещающих мечты людей и похищающих своих детей.

## Сюжет
Сюжет начинается с того, что главный герой, непобедимый силач Такая, случайно находит на дороге бутылочку, в которой была заточена демоница Лилим. Это красивая и привлекательная девушка с чёрными крыльями за спиной и вызывающе одетая.
В качестве пищи ей необходима жизненная энергия людей, которую Лилим вытягивает из людей через поцелуй. После освобождения из заточения она поцеловала Такая и выкачала из него энергию, что он потерял сознание. Узнав адреса всех его одноклассников, она посетила их всех, но всё равно вернулась к Такаю, так как для неё его жизненная энергия самая вкусная.
Принеся себя в жертву ради окружающих, Такая остаётся с Лилим, требуя от неё, чтобы она не целовала других парней, забыв упомянуть про девушек. Случайно обнаруженная родителями Такая, Лилим выдаёт себя за бездомную сироту и остаётся жить с Такая.

## Персонажи
Такая Сэйки (яп. 斉木貴也 Сэйки Такая) — главный персонаж. Непобедимый боец и превосходный ученик, во всем превосходящий своих одноклассников. Ради поддержания образа «крутого парня» избегает девушек и постоянно совершенствует свои физические и умственные способности. Найдя бутылочку с Лилим, он освободил её и, опасаясь за своих одноклассников, стал искать способ избавиться от неё. Однако, во время ритуала запечатывания Лилим спасла ему жизнь, что заставило Такаю проникнуться симпатией к ней. Кроме того, в это же время Лилим удалось забрать у него бутылочку. Ради безопасности своих одноклассников, Такая согласился регулярно делиться жизненной силой с Лилим и впоследствии влюбился в неё.
Лилим (яп. りりむ Ририму) — главная героиня. Суккуб, способный проникать в сны мужчин и поглощать их жизненные силы. Помимо этого, может поглощать силы человека через поцелуй. Питается исключительно силой людей и не может есть человеческую пищу. Поэтому и готовит отвратительно. После каждого запечатывания в бутылочку теряет память. Благодаря её демонической природе, все одноклассники Такаи влюблены в неё. В прошлом Лилим жила с влюбленным в неё студентом, который подобно Такае добровольно делился с ней своими силами. Однако, его сил не хватало что бы утолить голод Лилим и она питалась другими мужчинами. В итоге, из ревности, этот студент запечатал её. В отличие от этого студента, силы Такаи вполне достаточно чтобы удовлетворить голод Лилим, и она находит его силу наиболее вкусной. Поэтому Лилим осталась с ним, пообещав что не будет есть других мужчин. Женщин её обещание не касается, но их сила для Лилим неприятна на вкус, и девушек она целует только чтобы успокоить. Со временем она влюбилась в Такаю и чувство любви к нему позволило Лилим восстановить свою память, утраченную после очередного запечатывания.
Кодзима (яп. 小島 Кодзима) — невысокий парень, одноклассник Такаи. Увлекается оккультизмом и читает много книг. Первым обнаруживает информацию о Лилим, он единственный из класса, кого Лилим не поцеловала в первый раз. Во время ссоры с Такая, Лилим остаётся на ночь у Кодзимы, который её боялся и пытался защитить себя с помощью магических амулетов. Но на следующие дни научил её писать, так как она хотела написать письмо Такае. В отличие от окружающих его парней, его здравый смысл побеждает его влечения к Лилим.
Миу Сираи (яп. 白井美羽 Сираи Миу) — красивая девушка со светлыми недлинными волосами, бывшая кумиром своей школы до появления Лилим, раньше она не обращала внимания на одноклассников. Из очень богатой семьи, которая во всём её поддерживает, кроме того не умеет готовить, вместо неё готовит её мать. Сначала она собиралась пойти в шоу-бизнес, но после того, как Такая остановил грабителя, укравшего её вещи, она влюбилась в Такая. Ради любви к Такая она пишет ему любовное письмо, приходит к нему домой и ревнует его к Лилим. Лилим целует её, чтобы успокоить, но самой Лилим это не нравится. Миу специально сближается с Лилим, собираясь уничтожить её как демона, задумывая дьявольские планы, прося помощи у Кодзимы, но позже он отказывается ей помогать.